# Matěj Špic

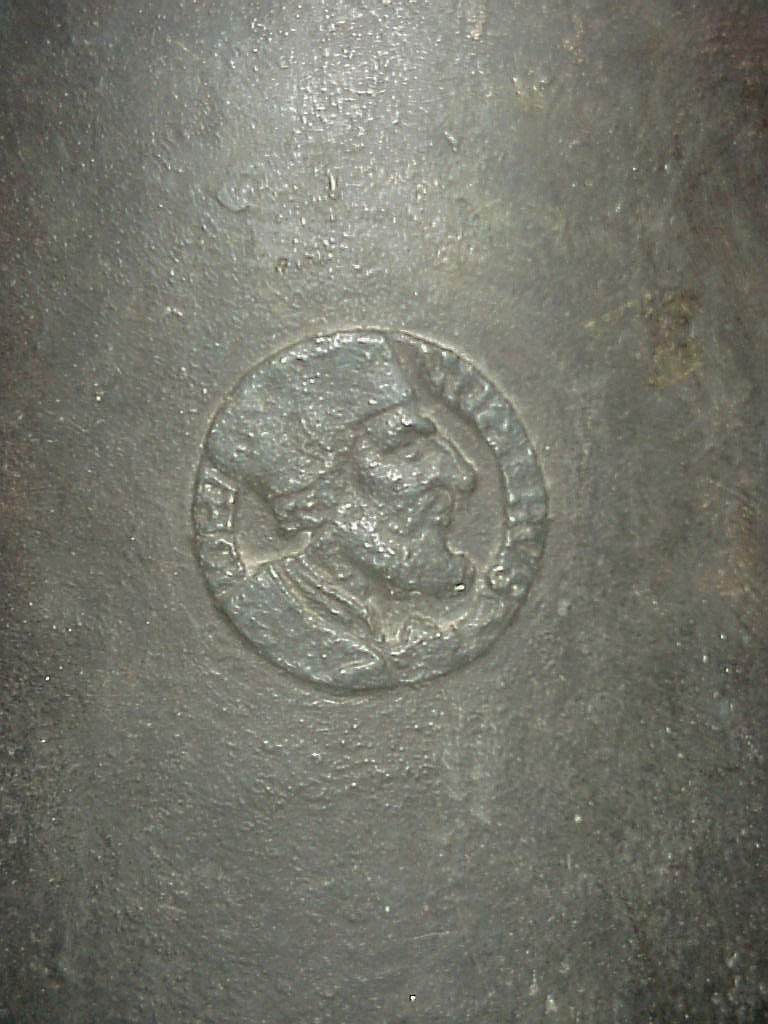
Zvon Matěje Špice z kostela Nanebevzetí Panny Marie v Ústí nad Labem s reliéfem mistra Jana Husa

Matěj Špic (zemřel po r. 1559) byl český zvonař 1. poloviny 16. století, působící v Praze, Roudnici nad Labem, Litoměřicích a Benešově. Zajímavé je, že vykonával své řemeslo, přestože byl slepý. V nápisech na zvonech i v literatuře se někdy proto označuje jako Matěj Slepý.

## Údaje o životě
Matěj Špic, stejně jako řada jiných zvonařů, pravděpodobně neměl stálou dílnu, ale za svým řemeslem putoval. První zvony s jeho jménem se objevují po r. 1536, odlité v Roudnici a Litoměřicích. Později se pokoušel prosadit v Praze, ale tam měl problémy s konkurencí a po sporu se zvonařem Stanislavem byl v r. 1550 donucen město opustit. Následně působil především v jižnách Čechách v okolí Benešova. Koncem 50. let 16. století umírá.
Vzhledem ke slepotě měl v dílně pomocníky, jejichž jména se někdy rovněž objevují v signaturách na zvonech. Jedním byl jeho bratr Mikuláš Rormeister, jiným jakýsi Jan Klobása.

## Charakteristika zvonů
Zvony mistra Matěje Špice mají pěkné reliéfy a bývají kvalitně odlity. 
- Špic užívá výhradně češtinu, zatím není znám jediný zvon s nápisem v latině nebo němčině.
- Užívá přechodný typ humanistické majuskule s charakteristickými znaky jako například zrcadlově převrácené N, e místo E, litery I, L a Z se středním břevnem.
- Často užívá husitské motivy. Z toho důvodu byly jeho zvony v době rekatolizace často přelévány nebo upravovány, zachovalé zvony bývají poměrně vzácné.
- Dvouřádkový nápis kolem čepce.
- Mělké a spíše drobnější reliéfy.

## Zvony Matěje Špice

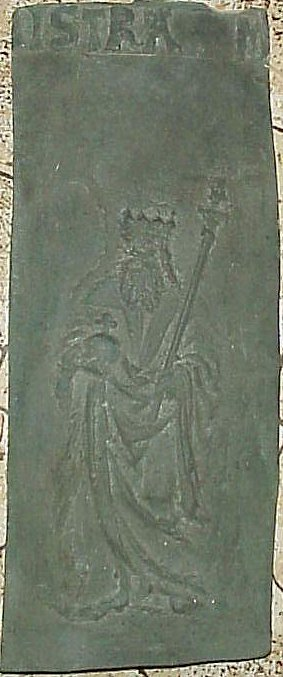
Sádrový odlitek části zvonu z kostela sv. Václava v Brozánkách (okres Ústí nad Labem)

| Rok  | Obec (okres)                     | Objekt                                  | Zdroj                             |
| ---- | -------------------------------- | --------------------------------------- | --------------------------------- |
| 1536 | Česká Lípa                       | kostel Narození Panny Marie             | Zoubek                            |
| 1536 | Nehvizdy (Praha – východ)        | kostel sv. Václava                      | Rybička                           |
| 1536 | Roudnice nad Labem (Litoměřice)  | zvonice kostela Narození Panny Marie    | Matějka: Soupis IV                |
| 1538 | Hradec Králové                   | katedrální kostel sv. Ducha             | Zap                               |
| 1540 | Církvice (Ústí nad Labem)        | zvonice kostela Nanebevzetí Panny Marie | Luksch, str. 210                  |
| 1540 | Počaply (Litoměřice)             | kostel sv. Vojtěcha                     | Luksch, str. 123                  |
| 1541 | Brozánky (Ústí nad Labem)        | kostel sv. Václava                      | [ 3 ]                             |
| 1541 | Nehvizdy (Praha – východ)        | kostel sv. Václava                      | Rybička                           |
| 1541 | Bohosudov (Teplice)              | bazilika Bolestné Panny Marie           | signatura na zvonu                |
| 1541 | Ústí nad Labem                   | kostel Nanebevzetí Panny Marie          | Dějiny města Ústí nad Labem       |
| 1541 | Roudnice nad Labem (Litoměřice)  | zvonice kostela Narození Panny Marie    | Matějka: Soupis IV                |
| 1543 | Chvojnov (Pelhřimov)             | kostel Nanebevzetí Panny Marie          | Soukup: Soupis XVIII              |
| 1544 | Ústí nad Labem                   | kostel Nanebevzetí Panny Marie          | signatura na zvonu                |
| 1545 | Liblice (Mělník)                 | kostel sv. Václava                      | Podlaha: Soupis VI                |
| 1545 | Olbramovice (Benešov)            | kostel Všech Svatých                    | Rybička                           |
| 1545 | Praha                            | kostel sv. Lazara                       | Kybalová; Rybička                 |
| 1546 | Lobkovice (Mělník)               | zvonice kostela Nanebevzetí Panny Marie | Rybička                           |
| 1546 | Sadská (Nymburk)                 | kostel sv. Apolináře                    | Hellich                           |
| 1553 | Bystřice (Benešov)               | kostel sv. Šimona a Judy                | Vlasák: Město Benešov; Rybička    |
| 1554 | Křeč (Pelhřimov)                 | kostel sv. Jakuba Většího               | Soukup: Soupis XVIII              |
| 1554 | Okrouhlice (Benešov)             | zvonice kostela sv. Martina (?)         | Vlasák: Bývalé panství Jemnišťské |
| 1555 | Hrádek (Benešov)                 | kostel sv. Matouše                      | Vlasák: Město Benešov             |
| 1555 | Kondrac (Benešov)                | kostel sv. Bartoloměje                  | Vlasák: Město Benešov             |
| 1556 | Dolní Jirčany (Praha – západ)    | zvonice kostela sv. Václava             | Kuča                              |
| 1559 | Louňovice pod Blaníkem (Benešov) | kostel Nanebevzetí Panny Marie          | Vlasák: Město Benešov; Rybička    |
| ???  | Luštěnice (Mladá Boleslav)       | kostel sv. Martina                      | Winter, str. 351                  |